# Otto Säuberlich
Otto Säuberlich (* 11. Oktober 1853 in Schönefeld bei Leipzig; † 6. Oktober 1928) war ein deutscher Verleger.

## Leben
Otto Säuberlich wurde als Sohn eines Handwerksmeisters geboren. Er erhielt eine kaufmännische Ausbildung in einem Leipziger Posamenten-Manufakturwarengeschäft. Ab 1. November 1875 war er Kontorist in der Notenstecherei und Musikaliendruckanstalt Friedrich Wilhelm Garbrechts. Nach dem Tod Garbrechts 1874 und nach Ausscheiden von dessen Bruder 1877 übertrugen die Erben ihm die Leitung des Betriebes. 1880 wurde das Unternehmen durch den Kaufmann Oscar Brandstetter erworben, und die Firma auf Oscar Brandstetter Verlag geändert. Säuberlich war mit der Schwägerin Oscar Brandstätters, Marie Jacob, verheiratet.

## Veröffentlichungen
- Buchgewerbliches Hilfsbuch: Darstellung der buchgewerblich-technischen Verfahren für den Verkehr mit Druckereien und buchgewerblichen Betrieben. Leipzig 1913 mit weiteren Auflagen.
- Deutsche Buchdrucker in Amerika. In: Aloys Ruppel (Hrsg.): Gutenberg Festschrift zur Feier des 25jährigen Bestehens des Gutenbergmuseums in Mainz. Gutenberggesellschaft, Mainz 1925, S. 348–352.
- Obral-Wörterbuch. Buchgewerblich-graphisches Taschenlexikon. Leipzig 1927 mit weiteren Auflagen.
- regelmäßige Beiträge in der Zeitschrift für Deutschlands Buchdrucker und im Börsenblatt für den Deutschen Buchhandel

## Quelle
- K. Lindner: Otto Säuberlich: 1853–1928; ein Lebensbild; zum Gedaechtnis. Leipzig 1929